# Groeve de Tombe

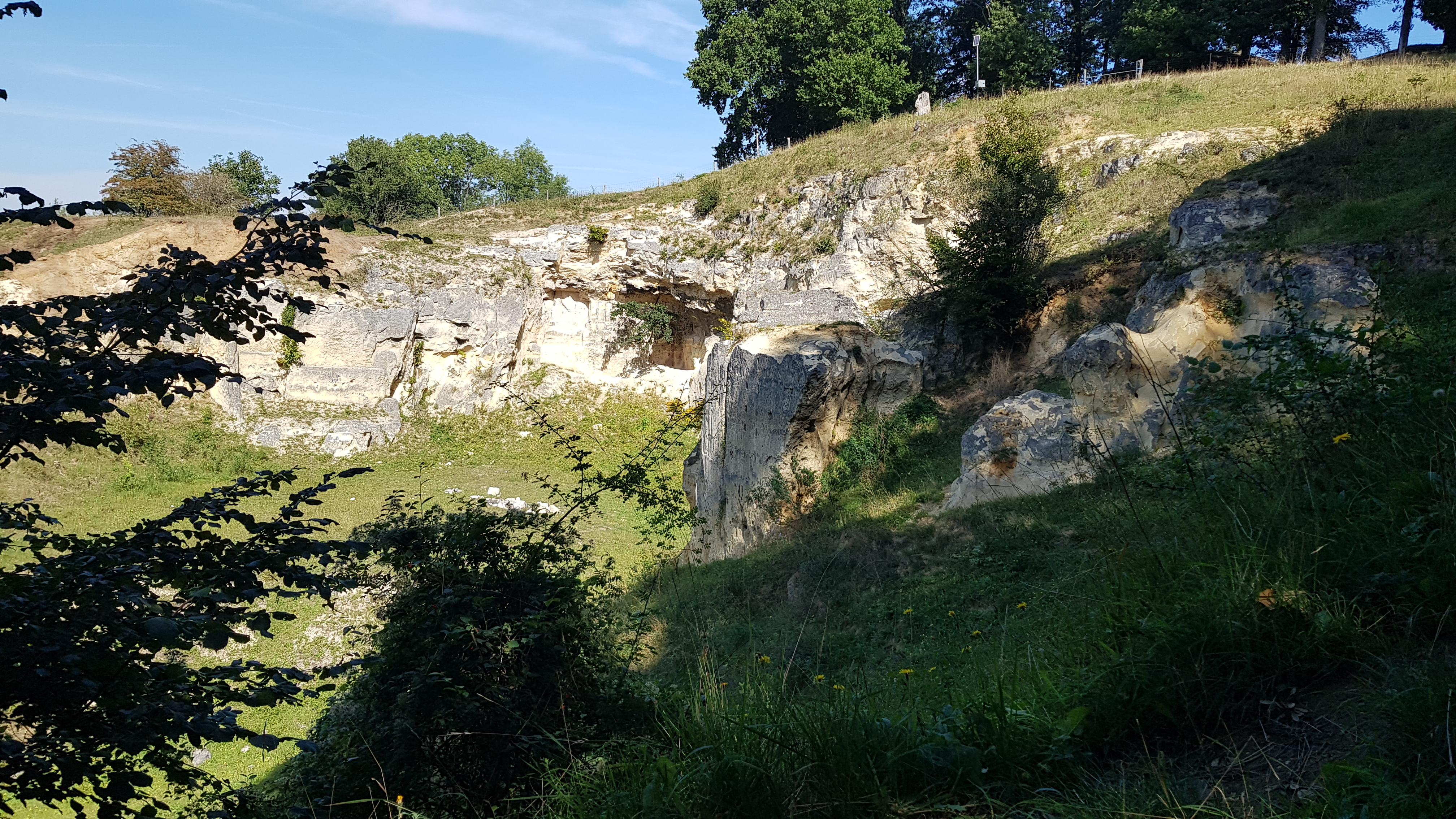
Groeve de Tombe

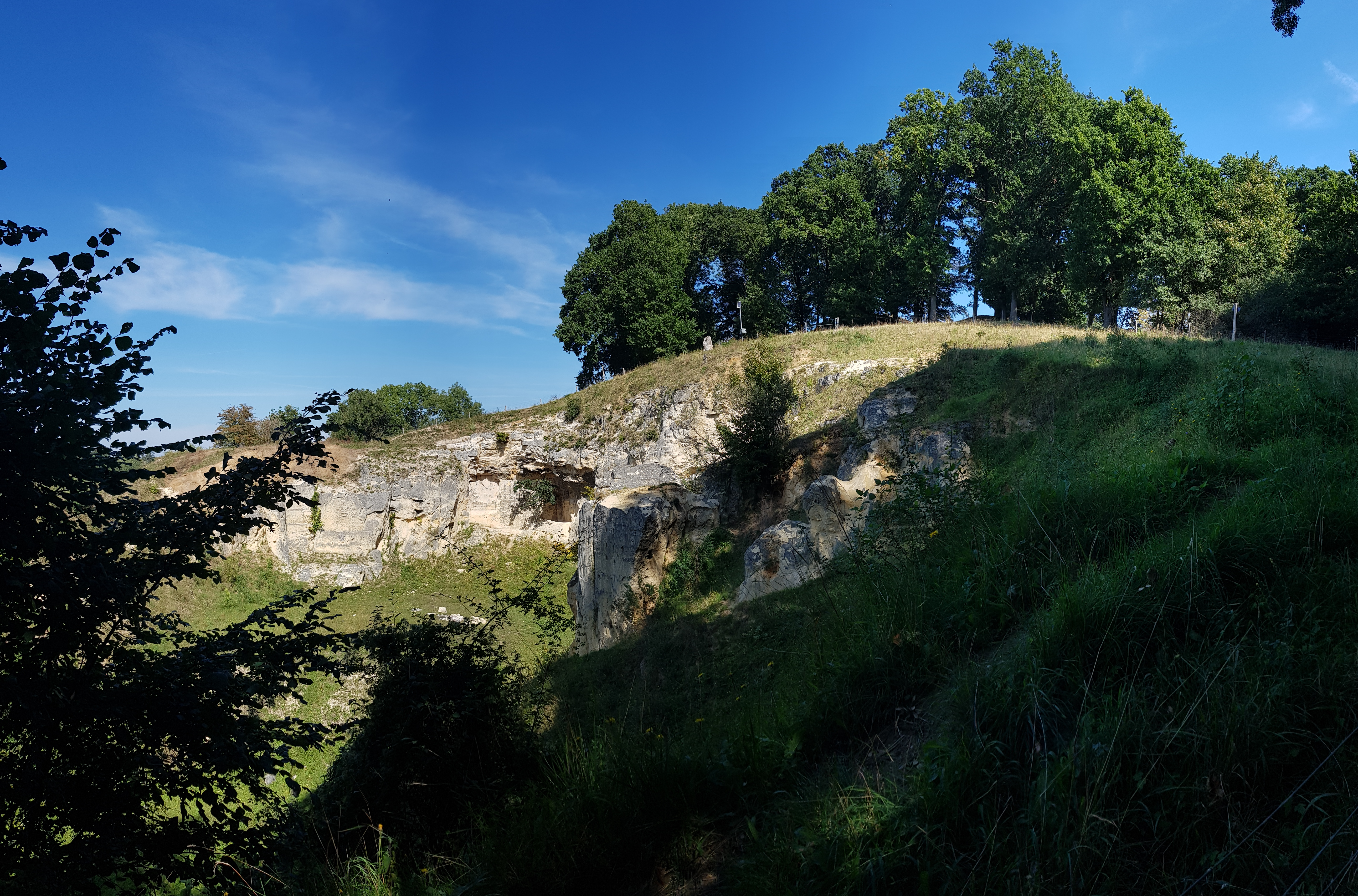
links de groeve, rechts de motte

De Groeve de Tombe of Groeve Duchateau is een voormalige Limburgse mergelgroeve in Nederlands Zuid-Limburg in de gemeente Maastricht. De groeve ligt in de oostelijke dalwand van het Jekerdal en op de westelijke helling van de Sint-Pietersberg en het Plateau van Caestert.
Op ongeveer 300 meter ten noordoosten van de groeve liggen de Groeve de Schark en Neven Schark, op ongeveer 700 meter naar het noordoosten de Groeve van der Zwaan, op ongeveer 330 meter naar het zuidwesten ligt de Oude Marendalgroeve en op ongeveer 500 meter naar het zuidwesten lag de verdwenen Nieuwe Marendalgroeve. Op ongeveer 130 meter naar het oosten ligt de westelijke groevewand van de ENCI-groeve. Direct ten oosten van de groeve ligt op de Sint-Pietersberg de motte De Tombe. Ten zuiden van de groeve ligt het ENCI-bos.

## Geschiedenis
Oorspronkelijk werd de groeve door blokbrekers ontgonnen als ondergrondse kalksteengroeve waarin er door lokale bewoners kalksteenblokken werden gewonnen om huizen mee te bouwen. De groeve had toen drie ingangen een enkele relatief korte gangen.
In 1926 stopte men met de ondergrondse ontginning en werd de groeve een dagbouwgroeve. De gewonnen kalksteen vervoerde men toen met kiepkarretjes op een smalspoor naar het dorp Kanne. De laatste exploitant was Duchateau en hieraan dankt de groeve een van haar namen.

## Geologie
In de groeve werd de Kalksteen van Nekum uit de Formatie van Maastricht gewonnen. De verschillende lagen ontsloten in de groeve zijn onder andere:
- Kalksteen van Meerssen
  - Horizont van Caster
- Kalksteen van Nekum
  - Horizont van Laumont
- Kalksteen van Emael
  - Horizont van Lava